# Isola Augustus
L'Isola Augustus (nome aborigeno: Wurroolgu) è l'isola maggiore dell'arcipelago Bonaparte; è situata al largo della costa nord dell'Australia Occidentale, nelle acque dell'oceano Indiano. Appartiene alla Local government area della Contea di Wyndham-East Kimberley, nella regione di Kimberley.
Anche se la maggior parte delle isole del Kimberley sono terra della corona non assegnata, Augustus è una delle isole vicino all'ex missione Kunmunya inclusa nella Riserva 23079 ad uso e beneficio degli aborigeni (Reserve 23079 for Use and Benefit of Aborigines).

## Geografia
L'Isola Augustus si trova all'estremità sud-occidentale dell'Arcipelago Bonaparte.
L'isola, che ha una forma irregolare, ha una lunghezza di 22 chilometri e una larghezza massima di 16 chilometri, con un'area totale di 190,23 km². È affiancata a nord-ovest da Jungulu Island; si affaccia a sud-ovest sull'insenatura di Camden Sound e a nord sulla Brunswick Bay.
L'isola, con le sue profonde fessure nell'arenaria, offre l'habitat ideale per il nabarlek (Petrogale concinna monastria). Il bandicoot dorato, un'altra specie vulnerabile, risiede sull'isola.